# لئونین هلدینگ
لئونین هلدینگ (انگلیسی: Leonine Holding) شرکت رسانه‌ای آلمانی است، که در سال ۱۹۷۰ تأسیس شد.